# Vestalis anacolosa
Vestalis anacolosa – gatunek ważki z rodziny świteziankowatych (Calopterygidae). Endemit Borneo, stwierdzony jedynie w należącym do Malezji stanie Sabah.